# Neuposa
Neuposa ist ein Ortsteil der Gemeinde Starkenberg im Landkreis Altenburger Land in Thüringen. Er wurde erst im Jahr 1920 als sogenannte Siedlung auf der Gemarkung von Posa gegründet.

## Lage
Im Altenburg-Zeitzer Lösshügelland an der thüringisch – sachsen-anhaltischen Grenze befindet sich das Dorf Neuposa am Rand der Leipziger Tieflandsbucht. Es ist zudem Teil des Mitteldeutschen Braunkohlenreviers (Meuselwitz-Altenburger Braunkohlerevier) 3,6 Kilometer nördlich von Starkenberg und 13 Kilometer westlich von Altenburg. Die Landesstraße 1361 (Meuselwitz-Schmölln) verläuft östlich des Ortes.

### Angrenzende Orte
| Nißma (Gemeinde Elsteraue) | Neupoderschau (Stadt Meuselwitz)            | Altpoderschau (Gemeinde Kriebitzsch) |
|                            | Kompassrose, die auf Nachbargemeinden zeigt | Kleinröda                            |
| Zettweil (Stadt Zeitz)     |                                             | Pöhla                                |

## Geschichte
Neuposa ist einer der jüngsten Orte Deutschlands. Er wurde im Mai–Dezember 1920 auf dem Gelände einer Dampfziegelei in der Gemarkung der Gemeinde Posa angesiedelt und wurde ihr somit als sogenannte Siedlung gleich angeschlossen. Grund war die Wohnungsknappheit im Braunkohlebergbaugebiet. Wahrzeichen des neuen Ortes ist der Wasserturm. Als Teil der Gemeinde Posa kam Neuposa im Jahr 1922 zum Landkreis Altenburg im Land Thüringen.
Auf dem bereits in Sachsen-Anhalt liegenden Geiersberg zwischen Neuposa und Nißma wurde Mitte des Jahres 1943 eine Flakstellung mit insgesamt 36 Geschützen (24 – 8,8 cm; 3 – 3,7 cm; 9 – 2 cm) zum Schutz der Stadt Meuselwitz angelegt. In Meuselwitz war damals die HASAG angesiedelt, außerdem war die Stadt wegen des Braunkohlenbergbaues von Bedeutung. Dennoch kam es am 30. November 1944 und am 20. Februar 1945 zu Bombardierungen, wobei die Stadt zu ungefähr 20 % zerstört oder schwer beschädigt wurde, häufig heißt es jedoch fälschlicherweise, dass Meuselwitz zu 85 % zerstört wurde, wahrscheinlicher ist, dass in dieser Zahl auch die leichten Beschädigungen eingeschlossen sind.
Bei Neuposa fielen vom 13. bis 15. April 1945 30 (oder 31) deutsche Soldaten, von denen 20 (oder 21) auf dem Friedhof Großröda in einem Reihengrab bestattet sind.
Bei der zweiten Kreisreform in der DDR wurden 1952 die bestehenden Länder aufgelöst und die Landkreise neu zugeschnitten. Somit kam Neuposa als Ortsteil von Posa mit dem Kreis Altenburg an den Bezirk Leipzig, der seit 1990 als Landkreis Altenburg zu Thüringen gehörte und 1994 im Landkreis Altenburger Land aufging. Neuposa wurde mit Posa am 1. Januar 1974 nach Starkenberg eingemeindet.